# Niżnia Miętusia Rówień
Niżnia Miętusia Rówień – polana reglowa w Dolinie Miętusiej – wschodnim odgałęzieniu Doliny Kościeliskiej w Tatrach Zachodnich. Znajduje się tuż poniżej przełęczy Przysłop Miętusi i Miętusiej Polany. Położona jest na wysokości 1100–1120 m. Ze wszystkich stron otoczona jest lasem, zresztą w znacznym stopniu już zarosła drzewami. Z polany widoki na Czerwone Wierchy, ładnie prezentują się stąd Wantule, Wielka Świstówka i wiszące dolinki: Dolina Litworowa i Mułowa.
W przeszłości polana wchodziła w skład Hali Miętusiej. W 1955 r. miała powierzchnię ok. 10 ha, ale w 2004 r. w wyniku zarośnięcia jej powierzchnia zmniejszyła się o 55%. Była to jedna z żyźniejszych polan, charakteryzowała się obfitym wzrostem trawy. Wśród bujnych traw dość licznie rośnie tutaj omieg górski.
Przez polanę nie prowadzi żaden szlak turystyczny.